# プラネットエンターテイメント
株式会社プラネットエンターテイメントは、アニメーション・映画を主体とした映像作品の企画・制作およびプロデュースを主な事業内容とする日本の企業である。

## 概要・沿革
1991年、『株式会社プラネット』として設立。設立当初は、NHK・TBSを中心にドキュメンタリー・情報番組を制作、その後、全民放局の情報系・バラエティー番組、ドラマなどを手掛け数々の数々の賞を受賞している。
1997年には映画・ドラマ事業部を拡充『うしろの百太郎』豊川悦史監督作の『つげ義春ワールド』(1999年第36回ギャラクシー選奨受賞、1998年7月TVギャラクシー賞受賞、1998年第11回東京国際映画祭シネマプリズム/ビデオ・プログラム正式上映作品)等のテレビドラマや、『富江』『富江 最終章 -禁断の果実-』『案山子』など劇場映画制作に着手。2003年にはアニメ事業部が松本零士の画業50周年記念作品としてテレビアニメ『銀河鉄道物語』を企画・制作。その後、2006年その続編となる『銀河鉄道物語 〜永遠への分岐点〜』『銀河鉄道物語 〜忘れられた時の惑星〜』を制作。そのほか『なるたる』や『魔豆奇伝パンダリアン』の制作も行っている。
2007年夏、学習参考書としては異例の40万部を突破した『もえたん』をアニメ化。また、近年の実写では吉本興業製作の映画『YOSHIMOTO DIRECTERS 100』を制作。特に最近は有名漫画家や小説家と組みオリジナル原作の開発を行うなど版権の管理運用を行い、また、香港、台湾、アメリカなどの海外資本との共同製作を得意としている。
2005年に現在の『株式会社プラネットエンターテイメント』に商号を変更した。

## 主な作品

### アニメ

#### テレビシリーズ
- 銀河鉄道物語シリーズ
  - 銀河鉄道物語（2003年-2004年）松本零士画業50周年記念作品
  - 銀河鉄道物語 〜永遠への分岐点〜（2006年-2007年）
- なるたる（2003年）
- 魔豆奇伝パンダリアン（2005年）
- もえたん（2007年）
- 松本零士「オズマ」（2012年）

#### OVA
- 銀河鉄道物語 〜忘れられた時の惑星〜（2006年-2007年）

#### ドラマCD
- 銀河鉄道物語〜最果ての天使アンジェラ〜（2009年）

### 実写

#### テレビドラマシリーズ
- うしろの百太郎（1997年-1998年）テレビ東京　全26話
- 七瀬ふたたび〜超能力者・完全抹殺～（1998年）テレビ東京　全13話
- つげ義春ワールド（1998年）テレビ東京　全13話
- カイドク　都市伝説の暗号ミステリー（2009年)フジテレビ系　90分単発

#### 劇場作品
- 富江シリーズ
  - 富江 replay（2000年）
  - 富江 re-birth（2001年）
  - 富江最終章 禁断の果実（2002年）
- 案山子 KAKASHI（2001年）
- YOSHIMOTO DIRECTERS 100
  - PH（2007年）
  - 華火（2007年）
  - 飛龍炎昇（2007年）
  - 99％の自殺（2007年）
  - カミカゼハナビ（2007年）
  - 地獄のピンキームーン（2007年）
  - ジブンレース（2007年）
  - PURGATORIAL DOORS（2008年）
  - パパとママがふしあわせでありますように（2008年）
  - 桜と印籠（2008年）

#### オリジナルビデオ
- ノストラダムス滅亡録〜遺伝子の新世紀」(1999年）

#### テレビ番組作品
NHK
- 趣味百科やさしいマジック 全13回
- フォーエバー・ピース2000～日・韓・アジア音楽の祭典 （2000年10月 ）
- BS特集　中国　晴美から寂聴への旅～瀬戸内寂聴80歳～ （2003年1月）
- 地球に好奇心「実りの秋の恋物語インド・スピティー谷」 （2003年11月 ）

TBS
- 期末特番
  - 「秋の動物おもしろ祭96」 1996年9月
- 金曜テレビの星!
  - 「世界びっくり動物大捜査！～アジア編～ （1995年8月）
  - 「目撃者続出！謎の吸血動物を追え！」 （1997年1月）
  - 「全国行方不明大捜索スペシャル！！」 （1999年1月）
  - 「全国行方不明大捜索スペシャル2！！」 （1999年9月）
  - 「全国行方不明大捜索スペシャル3！！」 （2000年1月）
- スーパーフライデー
  - 「'00最新実録全国行方不明者大捜索スペシャル」 （2000年6月）
  - 「全国行方不明者大捜索執念の大追跡スペシャル～第5弾～」 （2001年1月）
  - 「最新版全国行方不明者大捜索スペシャル～第6弾～」 （2001年6月）
- THE・プレゼンター
  - 「世界スーパー部族＜秘技＞格闘戦～ケニア編～」 （1996年8月）
- そこが知りたい
  - 「秋本番・みちのく味な旅」 （1996年10月）
  - 「幸せになる！占い」 （1997年2月）
  - 「住みたい街！鎌倉」 （1997年6月）
- 見ればなっとく!
  - 「グルメOLの秘密日記」 （1998年9月）
- 神々の詩
  - 「輝くホタル100万匹の恋物語」光る夜 （1997年12月）
  - 「流氷の贈りもの　氷の天使クリオネ」 （1998年6月）
- ブロードキャスター 特集コーナー 
  - 「エジプト大ロマン！出た！王家の神殿」 （1992年2月）
  - 「辞令！海外赴任を命ず！～ドバイ～」 （1993年3月）
  - 「エイズか麻薬か？スイス苦悩の選択」 （1993年2月）
  - 「在日本頂点立地～台湾～」 （1993年6月）
  - 「信州長寿村“おやき”大作戦」 （1993年8月）
  - 「あなたの隣にワニがいる！」 （1993年8月）
  - 「直立歩行380万年！腰痛業界3兆円」 （1994年2月）
  - 「変幻自在　驚きの！輸入魚ラッシュ」 （1994年6月）
  - 「応募殺到！天気予報士試験」 （1994年9月）
  - 「外人温泉助っ人軍団」 （1995年2月）ほか多数

- スペースJ　J特集 特集コーナー 
  - 「私はいじめ退治人」 （1995年3月）
- ピラミッドスペシャル （2時間） 
  - 「エジプト大ロマン　大発見！王家の遺跡」 （1992年3月）
- ニュースの森 「特報」
- NONTV  
  - 「子育ては命がけじゃ」～不登校・ひきこもりと闘う元ヤンキー母～ （2001年10月13日）

毎日放送
- 近畿は美しく  
  - 「盛夏！おいしい水紀行」 （1992年8月）
  - 「ひと味違う京都のチンチンバスの旅」 （1993年2月）
  - 「こんなに面白い子午線縦断の旅」 （1993年4月）
  - 「えっ本当？京都に万里の長城が」 （1993年6月）
  - 「星ふる里へ西播磨、宝物探しの旅」 （1993年8月）
- スペシャル  
  - 「泣くな！青春　一秒への挑戦！密着40日」
- 迫って!GABURI。
  - 「激闘！京の秋　京都料理人戦争」 （1993年10月）
  - 「激闘！師走　現ナマ大勝負」 （1993年12月）
  - 「激闘！ギャル軍団」 （1994年2月）
  - 「不眠都市！大新宿」 （1994年3月）
- グラフィティ'96
  - 「GW直前遊園地百倍楽しむウルトラE」 （1996年5月）
  - 「列島縦断姫トラッカー軍団」 （1996年6月）
  - 「京都料理の風雲児！捨て身の一本勝負！！」 （1996年9月）
  - 「泣いた！笑った！ものまねタレント大繁盛！」 （1996年12月）
- グラフティ97  
  - 「密着！アイドルへの階段　素顔の美少女タレントたち」
- イチバン!
  - 「スーパーウーマン引田天功　命をかけた大魔術舞台裏」 （1997年8月）
- 情熱大陸
  - 「鈴木光司・小説家の全細胞」 （1999年8月）
  - 「THE ALFEE・25年目の決意」 （1999年10月）

フジテレビ
- プロ野球ニュース 制作協力多数
- FNNスピーク 「スポーツコーナー」制作協力多数
- FNNスーパータイム 「特報」多数
- ザ・ノンフィクション
  - 「最愛の家族はペット」 （1998年9月）
- 火曜ワイドスペシャル
  - 「今夜封印が解かれる　本当にあった！！恐怖のミステリー事件簿」 （2001年1月）
- 大晦日スペシャル番組   
  - 「戦慄の日本最恐　ミステリースポット大潜入」 （2001年12月）

テレビ東京
- ドキュメンタリー人間劇場
  - 「出口なし」 （1997年8月）
  - 「僕らみんな生きている」 （※放送番組センター放送ライブラリー保存選定番組、1998年6月）

東海テレビ
- ふれあいみつけ旅 
  - 「超高級！幻のアカザエビ漁と究極のこだわりシェフ」 （1994年11月）
  - 「奥琵琶湖　歴史とロマンと一日限定こだわりの料亭」 （1995年4月）
  - 「丹沢の絶品！こだわりの山菜とペヘレイ寿司」 （1995年9月）

MONDO21（スカパー!）
- 太田プロライブVol.1～4 （1998年～1999年9月）
- アドレナリン60「Eat　The　World」 （1998年）
- マックマニア 月1レギュラー

※毎日コミュニケーションズ刊「MacFan」タイアップ、Apple Computer協力、1999年10月～2000年9月
- 電脳本舗ギガモンド 月1レギュラー（2000年10月～2001年5月）
- 新モンド総合研究所  
  - 「潜入！！女探偵舞舞台裏」 （2000年10月）
  - 「裏モノジャパン」 （2000年12月）
  - 「ホラー映画を陰で支えるスペシャルメイクアーティスト」（※同社制作映画「案山子」「富江」連動企画、2001年3月）
  - 「ガンプラ道」 （2001年8月）
  - 「大深度地下開発」 （2001年8月）